# Saison 4 de FBI : Duo très spécial
Chronologie
Saison 3 Saison 5
Cet article présente les seize épisodes de la quatrième saison de la série télévisée américaine FBI : Duo très spécial (White Collar).

## Synopsis
Neal Caffrey est un prisonnier arrêté après trois années de recherche. Alors qu'il ne lui reste que trois mois à faire, afin que sa sentence de quatre ans soit complète, il s'échappe d'une prison fédérale dont le niveau de sécurité est maximal pour retrouver sa fiancée. Peter Burke, l'agent du FBI qui a capturé Caffrey, le retrouve. Cette fois, Caffrey donne à Burke des informations sur des preuves d'une autre affaire ; toutefois, cette information a un prix : Burke doit rencontrer Caffrey. Durant cette rencontre, Caffrey lui propose un marché : il aide Burke à capturer d'autres criminels comme travail d'intérêt général et sera relâché à la fin de celui-ci. Burke approuve, après quelques hésitations. Un jour après avoir été relâché, Caffrey vit déjà dans une des maisons les plus chères de Manhattan, après avoir convaincu une veuve âgée de le laisser habiter dans sa chambre d'amis. Après avoir réussi sa première mission, Caffrey a prouvé à Burke qu'il va effectivement l'aider et qu'il n'essayera plus de s'enfuir. Toutefois, au même moment, Caffrey recherche toujours sa fiancée, qu'il pense être en danger.

## Distribution

### Acteurs principaux
- Matthew Bomer (VF : Jérémy Bardeau) : Neal Caffrey, spécialiste de l'arnaque et faussaire très intelligent
- Tim DeKay (VF : Pierre Tessier) : agent spécial Peter Burke
- Tiffani-Amber Thiessen (VF : Virginie Méry) : Elizabeth Burke, femme de Peter
- Willie Garson (VF : Georges Caudron) : Mozzie, ami et indic de Neal
- Marsha Thomason (VF : Laura Zichy) : agent spécial Diana Barrigan
- Sharif Atkins (VF : Raphaël Cohen) : agent spécial Clinton Jones
- Hilarie Burton (VF : Laura Préjean) : Sara Ellis

### Acteurs récurrents
- Diahann Caroll (VF : Jocelyne Darche) : June
- Denise Vasi (VF : Cécile Marmorat) : Cindy, la petite-fille de June
- Gloria Votsis (VF : Audrey Sablé) : Alex Hunter, receleuse, meilleure amie de Kate et consœur de Neal
- Treat Williams (VF : Patrick Béthune) : Sam, agent spécial de Washington[3]
- Mekhi Phifer (VF : Didier Cherbuy) : Kyle Collins, homme travaillant pour le gouvernement[4]
- Mia Maestro : Maya[5]
- Judith Ivey (VF : Brigitte Virtudes) : Ellen Parker[6] (épisodes 1 à 4)

### Invités
- Gregg Henry (VF : Gabriel Le Doze) : Henry Dobbs, homme aidant Neal et Mozzie[4] (épisodes 1 et 2)
- Juan Capella (VF : Sébastien Finck) : Rodrigo Haberdasher (épisode 1)
- Alejandro Santos (VF : Odile Schmitt) : Hector (épisodes 1 et 2)
- Bruno Irizarry : Javier (épisodes 1 et 2)
- Raymond Cruz (VF : Jérôme Rebbot) : Enrico Morales (épisode 2)
- Michael Weston (VF : Sébastien Finck) : David Cook, un criminel[7] (épisode 3)
- Laurie Williams : Rina Oakes[7] (épisode 3)
- Brett Cullen (VF : Guy Chapellier) : l'agent Patterson (épisodes 3 et 4)
- Laura Vandervoort (VF : Barbara Beretta) : Sophie Covington[5] (épisode 4)
- Peter Hermann (VF : Constantin Pappas) : Wilson Mailer (épisode 4)
- J. Bernard Calloway (VF : Jean-Baptiste Anoumon) : Tony, le chauffeur (épisode 4)
- Casey Siemaszko (VF : Hervé Furic) : Bertie Slavkin, détective privé (épisode 4)
- Blanchard Ryan (VF : Cécile Marmorat) : Poppy Mailer (épisode 4)
- Rebecca Mader (VF : Odile Cohen) : Abigail Kincaid[5] (épisode 5)
- Damian Young (VF : Yann Guillemot) : Oliver Stringer (épisode 6)
- Perrey Reeves (VF : Armelle Gallaud) : Landon Shepard[3] (épisode 7)
- Victor Webster (VF : Anatole de Bodinat) : Eric Dunham (épisode 9)[8]
- Sprague Grayden (VF : Véronique Alycia) : Ellen jeune[6] (épisode 9 et 11)
- Titus Welliver (VF : Jean-Louis Faure) : le sénateur Terrence Pratt[6] (épisodes 12 et 16)
- Reed Diamond (VF : Régis Reuilhac) : Cole Edwards[6] (épisode 12)
- Peter Scolari (VF : Guillaume Bourboulon) : Zimmer, « le maître des clés » (épisode 12)
- Jackson Rathbone (VF : Yoann Sover) : Nate Osbourne[9] (épisode 14)
- Jessica McNamee (VF : Marine Tuja) : Penny Chase[9] (épisode 14)
- Pablo Schreiber (VF : Nessym Guetat) : JB Bellmire[10] (épisode 15)
- Lance Roberts (VF : Guillaume Bourboulon) : Harv (épisode 15)
- Emily Procter (VF : Rafaèle Moutier) : agent Amanda Callaway[11] (épisodes 15 et 16)

## Liste des épisodes

### Épisode 1:Ennemi publicno1, première partie
- États-Unis : 10 juillet 2012 sur USA Network[12]
- Suisse : 7 avril 2013 sur RTS Un[13]
- France : 
  - 21 avril 2013 sur Serieclub[14],[15]
  - 3 août 2013 sur M6[réf. souhaitée]
- Québec : 27 août 2013 sur Séries+[16]
- Belgique : sur Be Séries

- États-Unis : 3,21 millions de téléspectateurs[17] (première diffusion)
- France : 2,03 millions de téléspectateurs[18] (première diffusion, sur M6)

- Bruno Irizarry (Javier)
- Mekhi Phifer (VF : Didier Cherbuy) (Kyle Collins)
- Mia Maestro (Maya)
- Gregg Henry (VF : Gabriel Le Doze) : Henry Dobbs

### Épisode 2:Ennemi publicno1, deuxième partie
- États-Unis : 17 juillet 2012 sur USA Network
- Suisse : 14 avril 2013 sur RTS Un[19]
- France :
  - 21 avril 2013 sur Serieclub[15]
  - 3 août 2013 sur M6[réf. souhaitée]
- Québec : 3 septembre 2013 sur Séries+

- États-Unis : 2,98 millions de téléspectateurs[20] (première diffusion)
- France : 2,03 millions de téléspectateurs[18] (première diffusion, sur M6)

- Bruno Irizarry (Javier)
- Raymond Cruz (VF : Jérôme Rebbot) : Enrico Morales

### Épisode 3:Les diamants ne sont pas éternels
- États-Unis : 24 juillet 2012 sur USA Network
- Suisse : 21 avril 2013 sur RTS Un[21]
- France :
  - 21 avril 2013 sur Serieclub[15]
  - 3 août 2013 sur M6[réf. souhaitée]
- Québec : 10 septembre 2013 sur Séries+

- États-Unis : 3,01 millions de téléspectateurs[22] (première diffusion)

- Michael Weston (David Cook)

### Épisode 4:Le Faucon maltais
- États-Unis : 31 juillet 2012 sur USA Network
- Suisse : 28 avril 2013 sur RTS Un[23]
- France :
  - 28 avril 2013 sur Serieclub[15]
  - 10 août 2013 sur M6[réf. souhaitée]
- Québec : 17 septembre 2013 sur Séries+

- États-Unis : 2,82 millions de téléspectateurs[24] (première diffusion)
- France : 1,87 million de téléspectateurs[25] (première diffusion, sur M6)

### Épisode 5:Arnaque à tiroirs
- États-Unis : 14 août 2012 sur USA Network
- France :
  - 28 avril 2013 sur Serieclub[15]
  - 10 août 2013 sur M6[réf. souhaitée]
- Suisse : 5 mai 2013 sur RTS Un[26]
- Québec : 24 septembre 2013 sur Séries+

- États-Unis : 2,93 millions de téléspectateurs[27] (première diffusion)
- France : 1,9 million de téléspectateurs[25] (première diffusion, sur M6)

### Épisode 6:Nos ancêtres les espions
- États-Unis : 21 août 2012 sur USA Network
- France : 
  - 5 mai 2013 sur Serieclub[15],[28]
  - 17 août 2013 sur M6[réf. souhaitée]
- Suisse : 12 mai 2013 sur RTS Un[29]
- Québec : 1er octobre 2013 sur Séries+

- États-Unis : 3,89 millions de téléspectateurs[30] (première diffusion)
- France : 1,87 million de téléspectateurs[31] (première diffusion, sur M6)

- Mircea Monroe (Tempest)
- Damian Young (Oliver Stringer)

### Épisode 7:Peu importe le flacon…
- États-Unis : 28 août 2012 sur USA Network
- France : 
  - 5 mai 2013 sur Serieclub[15],[28]
  - 17 août 2013 sur M6[réf. souhaitée]
- Suisse : 2 juin 2013 sur RTS Un[32]
- Québec : 8 octobre 2013 sur Séries+

- États-Unis : 3,36 millions de téléspectateurs[33] (première diffusion)
- France : 1,83 million de téléspectateurs[31] (première diffusion, sur M6)

### Épisode 8:Adieu Aphrodite
- États-Unis : 4 septembre 2012 sur USA Network
- France : 
  - 12 mai 2013 sur Serieclub[15],[28]
  - 24 août 2013 sur M6[réf. souhaitée]
- Suisse : juin 2013 sur RTS Un
- Québec : 15 octobre 2013 sur Séries+

- États-Unis : 3,38 millions de téléspectateurs[34] (première diffusion)
- France : 2,3 millions de téléspectateurs[35] (première diffusion, sur M6)

### Épisode 9:Opération coup de poing
- États-Unis : 11 septembre 2012 sur USA Network
- France : 
  - 12 mai 2013 sur Serieclub[15],[28]
  - 24 août 2013 sur M6[réf. souhaitée]
- Québec : 22 octobre 2013 sur Séries+

- États-Unis : 3,8 millions de téléspectateurs[36] (première diffusion)
- France : 2,1 millions de téléspectateurs [35] (première diffusion, sur M6)

### Épisode 10:La Preuve par le sang
- États-Unis : 18 septembre 2012 sur USA Network
- France : 
  - 18 mai 2013 sur Serieclub[15]
  - 24 août 2013 sur M6[réf. souhaitée]
- Québec : 29 octobre 2013 sur Séries+

- États-Unis : 3,41 millions de téléspectateurs[37] (première diffusion)
- France : 1,8 million de téléspectateurs[35] (première diffusion, sur M6)

- Cet épisode est le dernier de l'été 2012 à être diffusé aux États-Unis.

### Épisode 11:De père en fils
- États-Unis : 22 janvier 2013 sur USA Network[38]
- France : 
  - 18 mai 2013 sur Serieclub[15]
  - 31 août 2013 sur M6[réf. souhaitée]
- Québec : 5 novembre 2013 sur Séries+

- États-Unis : 2,77 millions de téléspectateurs[39] (première diffusion)
- France : 2,3 millions de téléspectateurs[40] (première diffusion, sur M6)

- Scott Evans (Dennis Flynn)

### Épisode 12:L’Énigme et la Clé
- États-Unis : 29 janvier 2013 sur USA Network
- France : 
  - 25 mai 2013 sur Serieclub[15]
  - 31 août 2013 sur M6[réf. souhaitée]
- Québec : 12 novembre 2013 sur Séries+

- États-Unis : 2,61 millions de téléspectateurs[41] (première diffusion)
- France : 2,3 millions de téléspectateurs[40] (première diffusion, sur M6)

- Titus Welliver (le sénateur Terrence Pratt)
- Reed Diamond (Cole Edwards)
- Courtney Reed (Kyle Bingham)

Mozzie et Jones cherchent des indices sur la clé, les menant à une conclusion peu commune. La mort du fils Flint conduit à un Sénateur : Pratt, qui était chef de la police lorsque Sam était en fonction. Bien décidé à mettre Pratt sous les verrous, Neal et Peter s'attaquent à l'associé direct du Sénateur mais les choses ne tournent pas selon le plan.
- Cet épisode et le suivant ont été diffusés un jour plus tôt par rapport au rythme hebdomadaire prévu[15].

### Épisode 13:Sur un air de jazz
- États-Unis : 5 février 2013 sur USA Network
- France : 
  - 25 mai 2013 sur Serieclub[15]
  - 31 août 2013 sur M6[réf. souhaitée]
- Québec : 19 novembre 2013 sur Séries+

- États-Unis : 2,28 millions de téléspectateurs[42] (première diffusion)
- France : 2,1 millions de téléspectateurs[40] (première diffusion, sur M6)

- Cet épisode et le précédent ont été diffusés un jour plus tôt par rapport au rythme hebdomadaire prévu[15].

### Épisode 14:Décrocher la lune
- États-Unis : 19 février 2013 sur USA Network
- France : 
  - 1er juin 2013 sur Serieclub[15]
  - 7 septembre 2013 sur M6[réf. souhaitée]
- Québec : 26 novembre 2013 sur Séries+

- États-Unis : 2,42 millions de téléspectateurs[43] (première diffusion)
- France : 2,37 millions de téléspectateurs[44] (première diffusion, sur M6)

- Jackson Rathbone (Nate Osbourne)
- Jessica McNamee (Penny Chase)

### Épisode 15:Faussaire contre Faussaire
- États-Unis : 26 février 2013 sur USA Network
- France : 
  - 1er juin 2013 sur Serieclub[15]
  - 7 septembre 2013 sur M6[réf. souhaitée]
- Québec : 3 décembre 2013 sur Séries+

- États-Unis : 2,12 millions de téléspectateurs[45] (première diffusion)
- France : 2,25 millions de téléspectateurs[44] (première diffusion, sur M6)

### Épisode 16:Le Secret de l’Empire State Building
- États-Unis : 5 mars 2013 sur USA Network
- France : 
  - 1er juin 2013 sur Serieclub[15]
  - 7 septembre 2013 sur M6[réf. souhaitée]
- Québec : 10 décembre 2013 sur Séries+

- États-Unis : 2,36 millions de téléspectateurs[46] (première diffusion)
- France : 2,07 millions de téléspectateurs[44] (première diffusion, sur M6)